# Elezioni presidenziali in Kazakistan del 2015
Le elezioni presidenziali in Kazakistan del 2015 si tennero il 26 aprile; videro la vittoria del presidente uscente Nursultan Nazarbaev, rieletto per la quinta volta consecutiva col 97,75% dei voti.

## Risultati
| Candidati           | Partiti                                   | Voti      | %     |
| ------------------- | ----------------------------------------- | --------- | ----- |
| Nursultan Nazarbaev | Nur Otan                                  | 8 833 250 | 97,75 |
| Turgun Syzdykov     | Partito Popolare Comunista del Kazakistan | 145 756   | 1,61  |
| Abelgazi Kusainov   | Indipendente                              | 57 718    | 0,64  |
| Totale              | Totale                                    | 9 036 724 | 100   |